# Nitrito

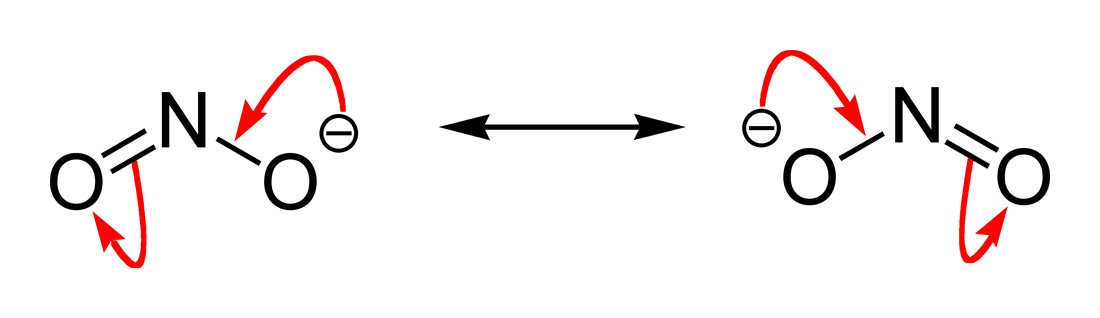
Nitrito

Nitritos são composições químicas liberadas por alguns tipos de bactérias, sal ou éster do ácido nitroso (HNO2) ou ânion dele derivado. Em conjunto com os nitratos, os nitritos são também utilizados para conservar a carne, mantendo a cor e inibindo o crescimento de microrganismos, no entanto os nitritos podem formar nitrosaminas que são cancerígenas.
A sua fórmula química é NO2-.

## Segurança
Os sais de nitritos podem reagir com aminas secundárias para produzir N-nitrosaminas, que são suspeitas de causar câncer de estômago. A Organização Mundial da Saúde (OMS) alerta que 50 gramas de carne processada ingerida diariamente aumenta o risco de câncer de intestino em 18% ao longo da vida; carne processada refere-se à carne que foi transformada por fermentação, cura com nitrito, salga, defumação ou outros processos para realçar o sabor ou melhorar a preservação. A revisão da Organização Mundial da Saúde de mais de 400 estudos concluiu, em 2015, que havia evidências suficientes de que as carnes processadas causavam câncer, particularmente câncer de cólon; a Agência Internacional de Pesquisa sobre o Câncer (IARC) da OMS classificou as carnes processadas como cancerígenas para humanos (Grupo 1).
Nitrito (ingerido) sob condições que resultam em nitrosação endógena, especificamente a produção de nitrosamina, foi classificado como "Provavelmente carcinogênico para humanos" (Grupo 2A) pelo IARC